# Siccia discrepans
Siccia discrepans là một loài bướm đêm thuộc phân họ Arctiinae, họ Erebidae.